# Mark Damon

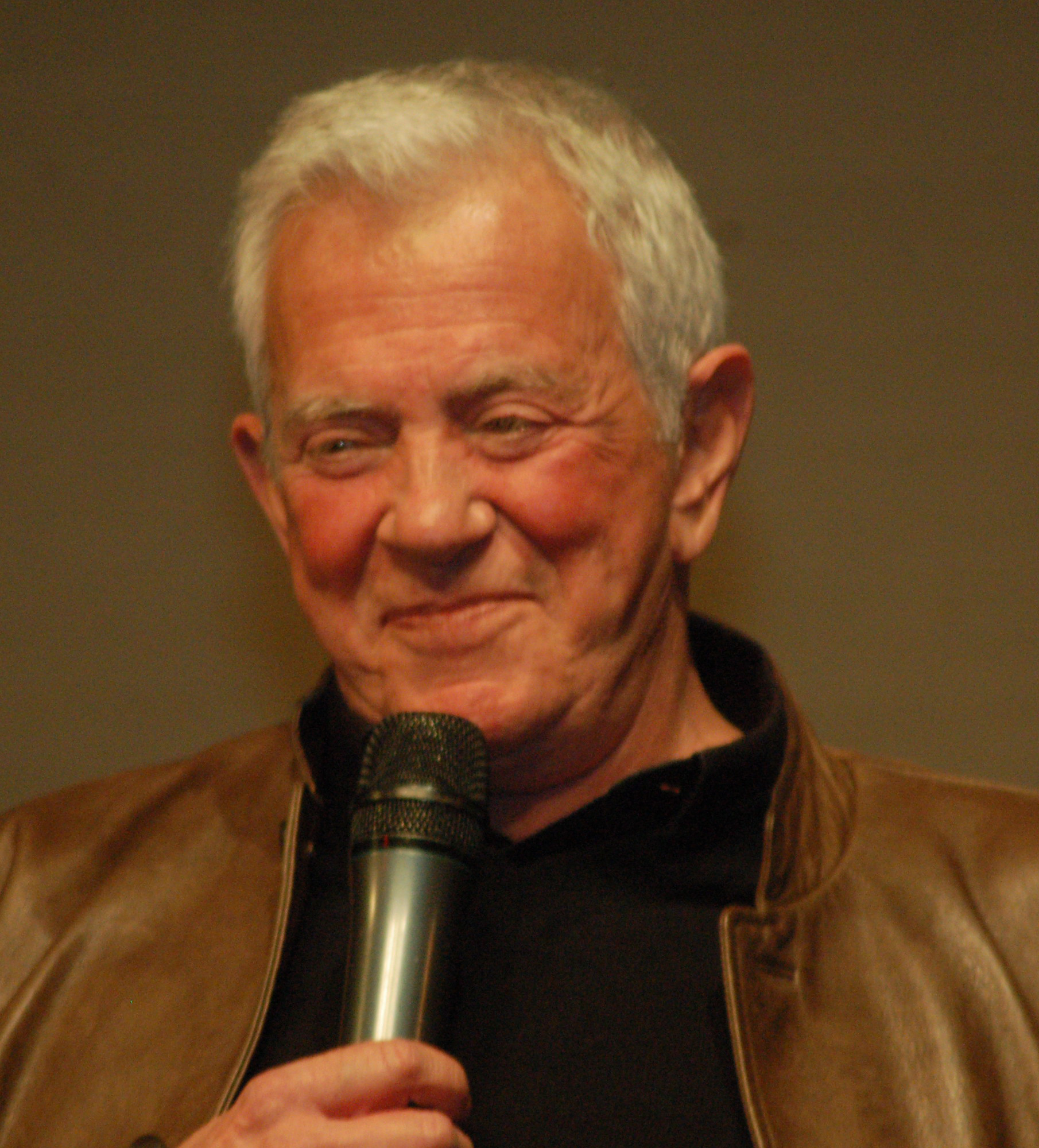
Mark Damon (2011)

Mark Damon (* 22. April 1933 in Chicago, Illinois; † 12. Mai 2024 in Los Angeles, Kalifornien) war ein US-amerikanischer Schauspieler und Filmproduzent.

## Leben und Karriere
Nach seinem Studium mit den Hauptfächern Literaturwissenschaft und Betriebswirtschaftslehre an der University of California in Los Angeles begann Damon seine Karriere in Hollywood Mitte der 1950er-Jahre mit Filmen wie Young and dangerous (1957) und trat in mehreren von Roger Cormans B-Filmen auf; darunter die Poe-Verfilmung Die Verfluchten, für den er einen Golden Globe Award in der Kategorie Most Promising Newcomer – Male erhielt. 1963 ging er nach Europa und drehte zahlreiche Abenteuerfilme und Italowestern. 1966 sollte Damon die Hauptrolle in Sergio Corbuccis später berühmten Italowestern Django übernehmen, bis Corbucci sich für Franco Nero entschied und Terminschwierigkeiten Damons nutzte, um ihn aus der Rolle zu entlassen. Bis in die 1970er-Jahre trat er regelmäßig als Schauspieler in Erscheinung, nach 1974 folgte jeweils 1983, 1991 und zuletzt 1997 nochmals ein Auftritt.
Im Jahr 1977 gründete er seine eigene Produktionsgesellschaft „Producer Sales Organisation“. Der erste von dieser produzierte Film war Robert Aldrichs Die Chorknaben nach Joseph Wambaughs Roman. Auch an der amerikanischen Version von Das Boot war Damon beteiligt. Zehn Jahre später gründete er Vision International. Eines seiner Projekte in den 2000er-Jahren war die Produktion von Elie Chouraquis O Jerusalem (2006). Sein Schaffen als Produzent umfasst mehr als 70 Filme.
Mark Damon wurde 2004 für Monster mit dem übrigen Team mit dem Independent Spirit Award ausgezeichnet.
2008 erschien seine Biographie unter dem Titel From Cowboy to Mogul to Monster.

### Privates
Damon war in erster Ehe von 1971 bis 1973 mit der deutschen Schauspielerin Barbara Frey verheiratet. Ab 1974 war er in zweiter Ehe mit Margaret Markov (* 1948) verheiratet.
Mark Damon starb am 12. Mai 2024 im Alter von 91 Jahren.

## Filmografie (Auswahl)

### Schauspieler
- 1956: Feuertaufe (Between Heaven and Hell)
- 1956: Inside Detroit
- 1957: Young and Dangerous
- 1958: Life Begins at 17
- 1958: The Party Crashers
- 1960: Sie kannten keine Gnade (This Rebel Breed)
- 1960: Die Verfluchten (The Fall of the House of Usher)
- 1962: Die Schönheit und das Ungeheuer (Beauty and the Beast)
- 1962: Der längste Tag (The Longest Day)
- 1962: Peccati d’estate
- 1963: Die drei Gesichter der Furcht (I tre volti della paura)
- 1963: Schnelle Autos und Affären (The Young Racers)
- 1963: Il giorno più corto
- 1963: Die Schlacht von Toledo (Sfida al re di Castiglia)
- 1963: Wounds of Hunger
- 1964: Die hundert Ritter (I cento cavalieri)
- 1964: Der Sohn von Cäsar und Cleopatra (Il figlio di Cleopatra)
- 1965: Agente segreto 777: operazione Mistero
- 1965: Dio, come ti amo!
- 1966: Johnny Yuma
- 1966: Mögen sie in Frieden ruh’n (Requiescant)
- 1966: Ringo mit den goldenen Pistolen (Johnny Oro)
- 1967: Der doppelte Coup des Chamäleons (Colpo doppio del camaleonte d’oro)
- 1967: Sieben Jungfrauen für den Teufel (Nude … si muore)
- 1967: Der Tod zählt keine Dollar (La morte non conta i dollari)
- 1968: Als Liebe ein Verbrechen war (Kiedy milosc byla zbrodnia)
- 1968: An den Galgen, Bastardo (¿Quién grita venganza?)
- 1968: Copper Face (Tutto per tutto)
- 1968: Der letzte Zug nach Durango (Un treno per Durango)
- 1968: Schlacht um Anzio (Anzio)
- 1969: Temptation
- 1971: Der feurige Pfeil der Rache (L’arciere di fuoco)
- 1971: Das normannische Schwert (La spada normanna)
- 1971: Questa libertà di… avere le ali bagnate
- 1972: Confessioni segrete di un convento di clausura
- 1972: Der Löwe von Petersburg (Il leoni di Pietroburgo)
- 1972: Trio der Lust (Byleth)
- 1972: Lo chiamavano Verità
- 1972: Sie nannten sie kleine Mutter (Little Mother)
- 1972: Monta in sella, figlio di…
- 1972: Pizza, Pater und Pistolen (Posate le pistole, reverendo)
- 1973: La tumba de la isla maldita
- 1973: Perdonate Padre Lorenzo, una ne faccio cento ne penso
- 1973: Il plenilunio delle vergini
- 1974: Les Humphries: Es knallt – und die Engel singen
- 1974: There Is No 13
- 1997: Scharfe Täuschung (Deceiver)

### Produzent
- 1974: La rivolta delle gladiatrici
- 1977: Die Chorknaben (The Choirboys, Executive Producer)
- 1986: 9½ Wochen (9½ Weeks)
- 1986: Der Flug des Navigators (Flight of the Navigator, Executive Producer)
- 1986: 8 Millionen Wege zu sterben (8 Million Ways to Die, Executive Producer)
- 1990: Wilde Orchidee (Wild Orchid)
- 1991: Keiner kommt hier lebend raus (Diary of a Hitman, Executive Producer)
- 1997: Orgazmo (Executive Producer)
- 2000: Love & Sex (Executive Producer)
- 2003: Monster
- 2004: The I Inside – Im Auge des Todes (The I Inside)
- 2006: O Jerusalem
- 2007: Captivity
- 2009: Universal Soldier: Regeneration (Executive Producer)
- 2011: Flypaper – Wer überfällt hier wen? (Flypaper)
- 2014: Das grenzt an Liebe (And So It Goes)
- 2018: The Hurricane Heist
- 2019: The Last Full Measure